# Portulaca oleracea subsp. oleracea
Portulaca oleracea subsp. oleracea é uma subespécie de planta com flor pertencente à família Portulacaeae. 
A autoridade científica da subespécie é L., tendo sido publicada em Sp. Pl. 1: 445 (1753).
Os seus nomes comuns são baldroega, beldroega ou beldroega-de-comer.

## Portugal
Trata-se de uma subespécie presente no território português, nomeadamente em Portugal Continental, no Arquipélago dos Açores e no Arquipélago da Madeira.
Em termos de naturalidade é nativa de Portugal Continental e do Arquipélago dos Madeira e introduzida no Arquipélago dos Açores.

## Protecção
Não se encontra protegida por legislação portuguesa ou da Comunidade Europeia.